# Arthur Creech Jones
Arthur Creech Jones, PC (* 15. Mai 1891; † 23. Oktober 1964) war ein britischer Gewerkschaftsfunktionär und Politiker der Labour Party, der unter anderem zwischen 1935 und 1950 sowie von 1954 bis 1964 Abgeordneter des Unterhauses (House of Commons) sowie von 1946 bis 1950 Kolonialminister war.

## Leben

### Gewerkschaftsfunktionär und Unterhausabgeordneter
Arthur Creech Jones schloss 1904 seine schulische Ausbildung an der Whitehall Boy’s School in Bristol ab und ging 1907 als Sechzehnjähriger nach London, wo er eine Tätigkeit als Büroangestellter im Kriegsministerium (War Office) aufnahm. 1910 wurde er Sekretär der Liga der
Fortschrittliches Denken und Service (League of Progressive Thought and Service) in Dulwich sowie im Anschluss 1913 Sekretär des Handels- und Arbeitsrates (Trade and Labour Council) von Camberwell. Aufgrund seiner Kriegsdienstverweigerung im Ersten Weltkrieg befand er sich zwischen 1916 und 1919 in Haft und wurde nach seiner Haftentlassung hauptberuflicher Gewerkschaftsfunktionär der Transportarbeitergewerkschaft TGWU (Transport and General Workers Union), deren Nationaler Sekretär für Verwaltungs-, Büro- und Aufsichtsangelegenheiten er zwischen 1923 und 1929 war. Danach war er von 1929 bis 1935 als Organisationssekretär der Workers’ Travel Association (WTA).
Bei der Wahl vom 14. November 1935 wurde Jones für die Labour Party im Wahlkreis Shipley erstmals zum Abgeordneten des Unterhauses (House of Commons) gewählt. Bei seiner ersten Wahl konnte er sich mit 16.102 Stimmen (36 Prozent) gegen die Mitbewerber der Liberal Party Percy Guy Illingworth (11.595 Stimmen, 25,9 Prozent), der Conservative Party Thomas Howarth (10.998 Stimmen, 24,6 Prozent) sowie den bisherigen Wahlkreisinhaber der Conservative Party und nunmehrigen Parteilosen James Lockwood (6.025 Stimmen, 13,5 Prozent) durchsetzen.
1936 wurde er zum Mitglied des Beratungsausschusses des Kolonialministeriums (Colonial Office) für Bildung in den Kolonien und Protektoraten berufen und gehörte diesem Gremium bis 1945 an. 1938 unterstützte er gemeinsam mit dem Unterhausabgeordneten Reginald Sorensen die Aktivitäten der West African Students’ Union (WASU) in der Kolonie Goldküste. Zusammen mit Rita Hinden und Frank Horrabin gründete er als Mitglied des Exekutivkomitees der sozialistischen Fabian Society 1940 das Fabian Colonial Bureau, einer der Fabian Society nahe stehenden Organisation, und wurde erster Vorsitzender dieses Büros, das sich mit der Erforschung von Problemen in den Kolonien befasste. Er war daneben zwischen 1940 und 1945 als Parlamentarischer Privatsekretär des Ministers für Arbeit und den nationalen Dienst Ernest Bevin. Darüber hinaus engagierte er sich im Beirat der Labour Party (Labour Party Imperial Advisory Committee) sowie von 1943 bis 1944 als stellvertretender Vorsitzender der Elliott Commission, die sich mit Fragen zur höheren Bildung in Britisch-Westafrika befasste. Dieses Interesse für Bildungspolitik führte zu seiner Zusammenarbeit mit der Arbeiterbildungsorganisation WEA (Workers’ Educational Association) sowie dem Ruskin College.

### Kolonialminister von 1946 bis 1950
Bei der Wahl vom 5. Juli 1945 wurde Arthur Jones für die Labour Party im Wahlkreis Shipley wiedergewählt und übernahm nach dem Sieg der Labour Party bei dieser Wahl im Kabinett von Premierminister Clement Attlee am 4. August 1945 zunächst den Posten als Unterstaatssekretär im Kolonialministerium (Under-Secretary of State for the Colonies). Im Zuge einer Regierungsumbildung löste er am 4. Oktober 1946 George Henry Hall als Minister für die Kolonien (Secretary of State for the Colonies) ab und bekleidete dieses Ministeramt bis zu seiner Ablösung durch James Griffiths am 28. Februar 1950. Am 7. Oktober 1946 wurde er zum Mitglied des Geheimen Kronrates (Privy Council) berufen.
Während seiner Amtszeit als Kolonialminister sah Jones die Notwendigkeit für eine Reorganisation des Kolonialministeriums sowie des Kolonialdienstes, um den sich ändernden und wachsenden Bedürfnisse der Bewohner der Kolonien zu begegnen. Der gesamte Ablauf der Ausbildung der Kolonialbeamten musste nach den Forderungen des Veale-Ausschusses sowie des Devonshire-Berichts umgestaltet werden, was 1947 zur Wiedereinrichtung der Lehrgänge für Kolonialverwaltungsbeamte an der University of Cambridge, der Universität London sowie der University of Oxford führte. Er unternahm zahlreiche Besuche in den Kolonien und vertrat das Vereinigte Königreich 1946 sowie zwischen 1947 und 1948 bei den Verhandlungen der Vereinten Nationen zur Beendigung des Mandats für Palästina. Ende September 1947 kündigte er schließlich die Beendigung des Mandats für Palästina an, was zur Lösung der Flüchtlingskrise in der Region führte. Die Einfahrt für das Flüchtlingsschiff Exodus in den Hafen von Haifa war damit frei. Am 6. Oktober 1947 zogen schließlich die Wachen von den Lagern ab und ließen die Exodus-Passagiere frei. Als Kolonialminister gründete er 1948 die Kolonialentwicklungsgesellschaft CDC (Colonial Development Corporation) und baute Entwicklungs- und Forschungsprojekte in den Kolonien aus. 1948 war er zudem Präsident der Londoner Afrika-Konferenz und initiierte Untersuchungen zur Bildung in den Kolonien, die er als notwendig Vorbereitung für eine koloniale Selbstverwaltung sah.

### Wahlniederlage und Wiederwahl ins Unterhaus
Bei der Unterhauswahl am 23. Februar 1950 erlitt Arthur Creech Jones eine knappe, jedoch empfindliche Niederlage, als er als amtierender Kabinettsminister seinen Wahlkreis Shipley an seinen Herausforderer der Conservative Party Geoffrey Hirst verlor. Hirst konnte sich dabei mit 18.390 Stimmen (43,83 Prozent) mit nur 81 Stimmen Mehrheit knapp gegen Jones (18.309 Stimmen, 43,64 Prozent) durchsetzen, der damit nach 15 Jahren aus dem Unterhaus und fünf Tage später am 28. Februar 1950 auch aus dem Kabinett Attlee ausschied. In der Folgezeit vertrat er von 1950 bis 1954 das Vereinigte Königreich bei verschiedenen Konferenzen in Indien, den USA sowie Kanada. Bei der Wahl vom 25. Oktober 1951 kandidierte er für die Labour Party im Wahlkreis Romford, unterlag aber mit 31.822 Stimmen (49 Prozent) dem Wahlkreisinhaber der konservativen Tories John Lockwood, auf den 33.120 Wählerstimmen (51 Prozent) entfielen. In der Folgezeit engagierte er sich zwischen 1952 und 1954 zudem als Vorsitzender des British Council of Pacific Relations.
Als nach dem Tode von Arthur Greenwood am 9. Juni 1954 am 21. Oktober 1954 eine Nachwahl (By-election) im Wahlkreis Wakefield anstand, bewarb sich Jones dort für den Wiedereinzug ins Unterhaus. Bei dieser Wahl konnte er sich deutlich mit 21.822 Stimmen (58,14 Prozent) gegen den Bewerber der Conservative Party und Sohn des späteren Premierminister Harold Macmillan, Maurice Macmillan, durchsetzen, auf den 15.714 Stimmen (41,86 Prozent) entfielen. Bei den darauf folgenden Wahlen am 26. Mai 1955 sowie 8. Oktober 1959 wurde er jeweils mit deutlicher absoluter Mehrheit wiedergewählt und gehörte dem House of Commons bis zu Unterhauswahl am 15. Oktober 1964 an. Neben seiner Parlamentszugehörigkeit engagierte er sich als Vizepräsident der Royal Commonwealth Society sowie der Anti-Slavery Society. Zudem war er Schatzmeister und Beiratsmitglied der Commonwealth Parliamentary Association (CPA) sowie Exekutivmitglied von dessen Afrika-Büro. Er befasste sich weiterhin mit Fragen der internationalen Verantwortung für die Entwicklungsländer und die Förderung des internationalen Verständnisses für Kolonialangelegenheiten, der verfassungsrechtlichen Entwicklung neuer Nationen, insbesondere in Afrika, sowie dem Nahostkonflikt. Er war des Weiteren Mitglied des Beirates des Royal Institute of International Affairs und verstarb acht Tage nach seinem Ausscheiden aus dem Unterhaus.

## Veröffentlichungen
- Trade unionism to-dayLongmans, Green, London 1928
- African challenge. The fallacy of federation, Africa Bureau, London 1952